# Valbona (kommun)
Valbona är en kommun i Spanien.   Den ligger i provinsen Provincia de Teruel och regionen Aragonien, i den östra delen av landet, 250 km öster om huvudstaden Madrid. Antalet invånare är 211. Arean är 41 kvadratkilometer.
Terrängen i Valbona är huvudsakligen platt, men åt nordost är den kuperad.